# Ali Amiri
Ali Amiri (ur. 23 września 1985 w Kabulu) – afgański piłkarz, grający na pozycji napastnika, reprezentant Afganistanu. Posiada także niemieckie obywatelstwo.

## Kariera piłkarska
Jako junior występował w Eintrachcie Frankfurt. W latach 2002–2006 grał w rezerwach tego klubu, a w sezonie 2006/07 występował w TSG Wörsdorf. Rozegrał tam osiem meczów i zdobył trzy gole.

## Kariera reprezentacyjna
W 2003 roku rozegrał jeden mecz w reprezentacji Afganistanu.